# Klaus Göttler
Klaus Göttler (* 19. Januar 1966 in Reutlingen) ist ein deutscher evangelischer Theologe, Generalsekretär des deutschen EC-Verbands, langjähriger Dozent an der Evangelistenschule Johanneum, Musiker und Gitarrist.

## Leben und Wirken
Klaus Göttler ist in Reutlingen aufgewachsen. Von 1988 bis 1991 studierte er am Johanneum Evangelische Theologie. Danach war er bis 2007 Jugendevangelist beim Deutschen EC-Verband, dort als Musiker und Anbetungsleiter aktiv. 1998/99 absolvierte er ein Studium am Institut für Medienpräsentation, Frankfurt. Von 1998 bis 2007 war er Leiter dessen Missionarischen Arbeit. Er ist Mit-Initiator der evangelistischen Initiativen „Ich glaub ́s“. Von 2002 bis 2007 war er Mitglied in der Geschäftsführung sowie im Vorstand und hatte zwei Jahre die Stelle des EC-Bundespfarrers kommissarisch inne, bis Rudolf Westerheide in diese Aufgabe berufen wurde.
An der Evangelistenschule Johanneum in Wuppertal war Göttler ab 2016 stellvertretender Direktor, ab 2008 als Praxisdozent für evangelistische Homiletik, Gemeindepädagogik und Jugendarbeit tätig und in diesem Rahmen bis zu seinem Amtsantritt als EC-Generalsekretär 2020 auch als Redner und Evangelist bundesweit unterwegs.
Seit 1998 ist Göttler Mitglied, seit 2002 im Vorstand und seit 2013 stellvertretender Vorsitzender des ProChrist Vereins, sowie Initiator und Vorsitzender von JesusHouse und Redner deren Veranstaltungen. Er war 2000 bis 2015 Mitglied im Vorstand des Jugendkongresses Christival und seit 2021 Mitglied im Vorstand des Gnadauer Gemeinschaftsverbands. Er arbeitet ehrenamtlich im Vorstand der Stiftung Christliche Medien und als Mitarbeiter beim Spring-Festival.
Am 15. März 2019 wurde er von der Vertreterversammlung zum neuen EC-Generalsekretär gewählt. Dieses Amt trat er am 1. Januar 2020 an.
Göttler ist Gitarrist, Musiker, Autor und Herausgeber verschiedener Bücher und DVDs.

## Privates
Klaus Göttler ist seit 1991 mit seiner Frau Christiane verheiratet. Das Paar hat drei Kinder und wohnt in Kaufungen.

## Veröffentlichungen

### Bücher
- Das Weihnachts-Erlebnis-Buch, Born-Verlag, Kassel 2005, ISBN 978-3-87092-395-2.
- Mein Herz vor Gott: Anbetung als Lebensstil, SCM Hänssler, Holzgerlingen 2005, ISBN 978-3-7751-4012-6.
- Für Jesus begeistern: Handbuch Jugendevangelisation, SCM Hänssler, Holzgerlingen 2009, ISBN 978-3-7751-4906-8; Born-Verlag, Kassel 2009, ISBN 978-3-87092-446-1.
- Weihnachten ist ein Geschenk, SCM Hänssler, Holzgerlingen 2014, ISBN 978-3-7751-5592-2.
- Ermutigungen für Hoffnungsträger. 52 Mutmacher für Menschen in Verantwortung, Born-Verlag, Kassel 2021.

als Mitautor
- mit Thorsten Riewesell und Andi Weiss (Hrsg.): … ankommen!: Glaubensgrundkurs, Born-Verlag, Kassel 2008, ISBN 978-3-87092-355-6.
- Feiert Jesus! - today: Das Andachtsbuch, SCM Hänssler, Holzgerlingen 2013, ISBN 978-3-7751-5366-9.

als Herausgeber
- mit Roland Werner: Jesus zuerst – Jesus first in der Welt, Born-Verlag, Kassel 2003, ISBN 978-3-87092-302-0.
- Explore!: entdecke deine Berufung. Band 2. Gaben erkennen und trainieren, Born-Verlag, Kassel 2004, ISBN 978-3-87092-361-7.
- mit Martin Werth: Kirche kreativ: erprobte Ideen für eine gelingende Gemeindearbeit, SCM R. Brockhaus, Witten 2011, ISBN 978-3-417-26429-6.
- Feiert Jesus! easy guitar (Liederbuch), SCM Hänssler, Holzgerlingen 2013, ISBN 978-3-7751-5493-2.

### CD-Produktionen
als Arrangeur und Interpret:
| Jahr | Titel                                                              | Label              |
| ---- | ------------------------------------------------------------------ | ------------------ |
| 2013 | Christmas Acoustics                                                | Hänssler Music     |
| 2014 | Weihnachten ist ein Geschenk – Musik für die schönste Zeit im Jahr | SCM Hänssler       |
| 2015 | Choral Acoustics                                                   | SCM Hänssler       |
| 2019 | Feiert Jesus! Pure Guitar                                          | SCM Hänssler Musik |

### DVD-Produktionen
Gitarrenschulen:
| Jahr | Titel                       | Label            |
| ---- | --------------------------- | ---------------- |
| 2010 | Feiert Jesus! Gitarre       | Born-Verlag      |
| 2013 | Feiert Jesus! Guitar Basics | SCM R. Brockhaus |